# Rövid hajtű-RNS

Lentivírusos shRNS-beadás és az RNS-interferencia mechanizmusa emlőssejtekben

A rövid hajtű-RNS vagy kis hajtű-RNS (shRNS/hajtűvektor) célgén csendesítésére RNS-interferencia (RNSi) révén használható mesterséges RNS hajtűfordulóval. Az shRNS expresszióját sejtekben általában plazmidok vagy vírus- vagy baktériumvektorok révén érik el. Az shRNS előnyös RNSi-mediátor kis bomlási és átalakulási sebessége miatt. Azonban expressziós vektort igényel, ezért mellékhatásokat okozhat orvosi használatkor.
A promoterválasztás fontos a megfelelő shRNS-expresszióhoz. Először RNS-polimeráz III-promotereket, például U6-ot és H1-et használtak, de ezeknek nem volt térbeli és időbeli kontrolljuk. Ezért RNS-polimeráz II-promoterekre váltottak az shRNS-expresszió-szabályzáshoz, melyek indukálhatók.

## Beadás
Az shRNS-expresszió sejtekben plazmidokkal vagy vírus- vagy baktériumvektorokon keresztül érhető el.
A plazmidok transzfekcióval való bejuttatása az shRNS-expresszióhoz elérhető forgalomban kapható reagensekkel in vitro. Azonban ez nem alkalmazható in vivo, így kevéssé hasznos.
A bakteriális vektor shRNS-expresszióhoz való használata sejtekben 2006-ban jelent meg. Azon alapul, hogy az shRNS-tartalmú plazmiddal rendelkező rekombináns Escherichia coli egereknek adva a bélepitéliumban csökkentheti a célgénexpressziót. Ezt 2012-ben klinikai kísérletekben használták familiális adenómás polipózis kezelésére.
Számos vírusvektor használható sejtekben shRNS-expresszió elérésére, például ilyenek az adenoasszociált vírusok (AAV), az adenovírusok és a lentivírusok. Az adenoasszociált és adenovírusok esetén a genomok episzomálisak maradnak, ami előnyös, mivel nincs inzertációs mutagenezis, de a sejtosztódás útján történő vírusvesztés hátrány, ha a sejt gyorsan osztódik. Az AAV-k az adenovírusoktól a vírusgének hiányában térnek el, és kisebb a csomagolási képességük. A lentivírusok transzkripciósan aktív kromatinszakaszokba integrálnak, így az utódsejtek rendelkeznek velük. Ez növeli az inzertációs mutagenezis kockázatát, azonban ez csökkenthető integrázhiányos lentivírussal.

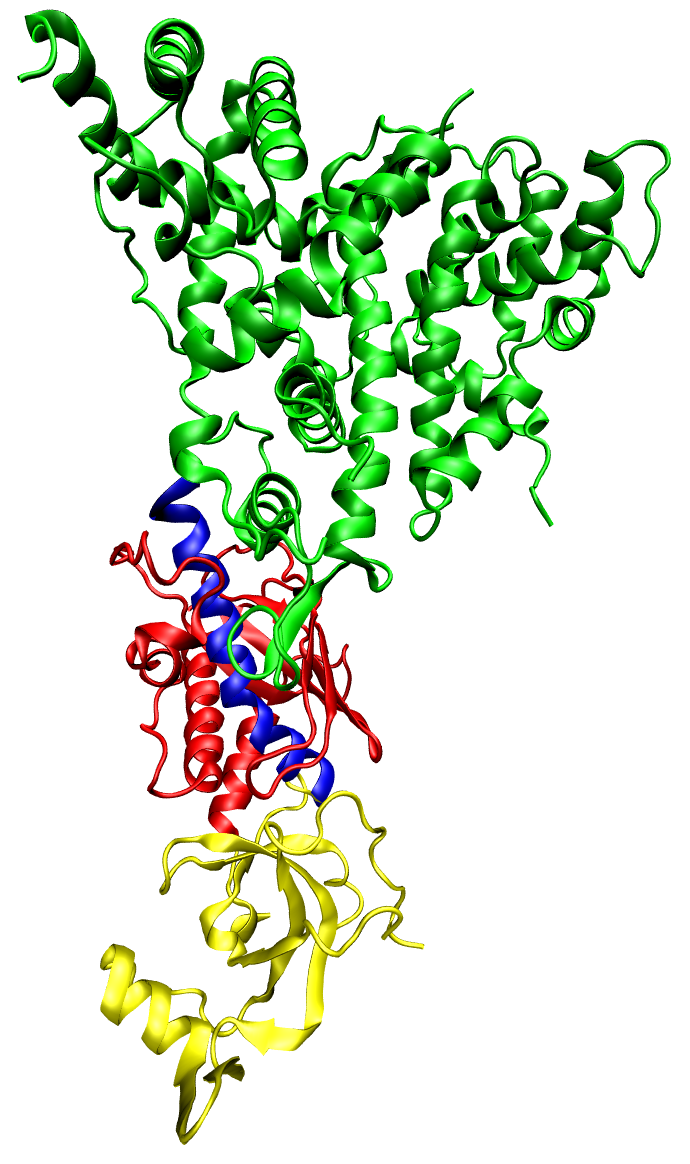
A Giardia duodenalis Dicere.

Az in vitro termelt shRNS és dsRNS közvetlen transzfekcióra is használhatók.

## Hatásmechanizmus
Miután a vektor a gazdagenomba jutott, az shRNS-t a magban írja át promotertől függően az RNS-polimeráz II vagy III. A termék a pri-mikro-RNS-hez (pri-miRNS) hasonlít, és a Drosha dolgozza fel pre-shRNS-sé. Ezt az exportin 5 szállítja ki a magból. A terméket a Dicer feldolgozza és az RNS-indukált csendesítőkomplexbe helyezi. A szenz (utas) szál lebomlik, az antiszenz (vezető) a RISC-et komplementer mRNS-hez szállítja. Teljes komplementaritás esetén a RISC lebontja az mRNS-t, nem teljes esetén a RISC gátolja a transzlációt. Mindkét esetben az shRNS géncsendesítő.

## Alkalmazása génterápiában
Mivel az shRNS specifikus, hosszú távú géncsendesítésre képes, sokan érdeklődnek az shRNS génterápiás alkalmazásában. 3 példája szerepel itt:
A Gradalis, Inc. az előrehaladott rákok kezelésére dolgozta ki a FANG-vakcinát. Ez bifunkciós shRNS-en (bi-shRNS) alapul immunszupresszív TGF–β1 és β2 átalakító növekedési faktorok ellen. Autológ tumorsejteket távolítottak el betegekből és egy bi-shRNS-t és granulocita-makrofágkolónia-stimuláló faktort (GMCSF) kódoló plazmidot vittek be ex vivo elektroporációval. E sejteket később besugározták és visszainjektálták a betegekbe.
A Marina Biotech a CEQ508-at familiális adenómás polipózisra fejlesztette ki. Ez bakteriális vektort hordoz β-katenin-csendesítő shRNS-sel.
A Gradalis, Inc. bifunkciós shRNS-STMN1-et (pbi-shRNS STMN1) is fejlesztett előrehaladott vagy áttétes rákok ellen. Ez a sztatmin-1 ellen hat és intratumorálisan vihető be bilamellárisbemélyedésesvezikulum (BIV)-lipoplexszel (LP).
Több kihívás is megjelenik az shRNS-alapú terápiában, a legfontosabb a bevitel. Az shRNS gyakran vektorral kerül be, s bár általában hatékonyak, jelentős biztonsági kockázatok. Különösen a vírusalapú génterápiák bizonyultak veszélyesnek korábbi klinikai kísérletekben. Az első generációs retrovirális génterápiában egyes vírusvektorral kezelt Wiskott–Aldrich-szindrómás betegekben akut T-sejtes leukémia jelentkezett. Erről kiderült, hogy a vektorinzertáció helye okozta. A potenciális RISC-túltelítődés is probléma. Ha az shRNS expressziós szintje túl magas, a sejt nem feltétlenül tudja helyesen feldolgozni az endogén RNS-t, mely jelentős probléma lehet. Ezenkívül a beteg immunválaszt is kiválthat a terápia ellen. Végül lehetnek nem specifikus hatások és az shRNS nem megfelelő géneket is csendesíthet. A sikeres shRNS-alapú terápiákban ezek is figyelembe veendők.
A nem specifikus RNSi-hatásokat csökkenti a magi és a 3′-régiókban lévő gyenge bázispárosodás.
Az shRNS-ek bevihetők siRNS-expresszáló plazmidokkal is.

## Fordítás
Ez a szócikk részben vagy egészben  a   Short hairpin RNA című angol Wikipédia-szócikk ezen változatának fordításán alapul.  Az eredeti cikk szerkesztőit annak laptörténete sorolja fel. Ez a jelzés csupán a megfogalmazás eredetét és a szerzői jogokat jelzi, nem szolgál a cikkben szereplő információk forrásmegjelöléseként.